# متحف تاريخ الدين الحكومي في أذربيجان
متحف تاريخ الدين الحكومي في أذربيجان (بالأذرية: Azərbaycan Dövlət Din Tarixi Muzeyi) - هو متحف على التابع وزارة الثقافة.
يقع المتحف في مركز المتحف.

## تأسيسه
يعود تاريخ إنشائه متحف الإلحاد تاريخ إلى عام 1967، وفقا أمر رقم 130 لجمهورية أذربيجان الاشتراكية السوفيتية.
في 17 سيبتمبر، عام 1990 تم تغيير اسم المتحف إلى متحف تاريخ الدين الحكومي في أذربيجان بموجب المرسوم رقم 414 الصادر عن مجلس الوزراء.
تم انتقال المتحف إلى مركز المتحف مؤقتا في عام 1993. مدير المتحف هو ساردار فراجوف.

## مجموعات المتحف
يضم متحف تاريخ الدين الحكومي في أذربيجان أكثر من 4 ألاف قطعة أثرية أهمها المجموعات الأثرية. يعتبر متحف تاريخ الدين الحكومي في أذربيجان من أوائل المتاحف في أذربيجان التي أسست متعلق بالدين.

يحتوي المتحف على العديد من المعارض وأعمال فنية ووعينات تصويرية ومنحوتات وكتب ومخطوطات وصور فوتوغرافية وصحف ومجلات ووثائق وغيرها من المواد المتعلقة بالبوذية و اليهودية والمسيحية والإسلام:
مجموعات من المعارض الإسلامية
- المخطوطات القرآنية التي تم جمعها والتي تم نشرها في فترات مختلفة
- نسخ من تفسيرات القرآن
- الأعمال الفنية التي كتبها فنانين أذربيجانيين حول مواضيع دينية
- عناصر مختلفة لأداء المراسم الدينية
- الصور
- الصحف
- مجلات

مجموعات من المعارض المسيحية
- نسخ الكتاب المقدس
- الأعمال الفنية الدينية

مجموعات من المعارض البوذية
- نصب تذكاري لبوذا
- الرموز المصورة على القماش

مجموعات من المعارض اليهودية
- نسخ من التلمود